# Arlen Erdahl
Arlen Ingolf Erdahl (ur. 27 lutego 1931 w Blue Earth, zm. 21 września 2023 w Minneapolis) – amerykański polityk, członek Partii Republikańskiej.

## Działalność polityczna
Od 1963 do 1970 zasiadał w Izbie Reprezentantów Minnesoty. Od 1970 do 1974 był sekretarzem stanu Minnesoty. W okresie od 3 stycznia 1979 do 3 stycznia 1983 przez dwie kadencje był przedstawicielem 1. okręgu wyborczego w stanie Minnesota w Izbie Reprezentantów Stanów Zjednoczonych.